# 李·德美
安德麗亞·阿布索隆諾娃（捷克語：Andrea Absolonová，1976年12月26日—2004年12月9日），以筆名李·德美（英語：Lea De Mae）較為人所知，女，捷克色情演員、成人模特兒和捷克國家跳水隊成員。

## 生平
出生在捷克斯洛伐克的德美是捷克國家跳水隊的成員，她因為一次意外而導致脊髓受傷。當時，她正在備戰在亞特蘭大舉行的奧運，由十米跳台一躍而下而受傷的。後來，她成功克服傷患，但並未能取得2000年悉尼奧運的參賽資格。她的傷病問題依然存在，所以她選擇退役。
後來，德美被一名攝影師說服拍攝裸照，並最終投身成人電影業。
德美演出超過80套色情片。她首次在美國螢光幕亮相是在私人媒體集團的系列劇。最終，她返回歐洲拍更多電影，但很快她又回到美國。
2004年7月，德美被診斷出有膠質母細胞瘤，一種具攻擊性的腦癌。在她與生命搏鬥期間，來自世界各地的支持者組織了支援她的醫療基金，並在布拉格成立。
2004年12月9日，年僅27歲的她最終不幸過世。

## 獎項
- 2003 成人影帶新聞獎—年度最佳海外女演員提名[6]
- 2003 成人影帶新聞獎—最佳肛交場景（視頻）提名[6]
- 2004 巴塞羅那國際色情電影節（英语：Barcelona International Erotic Film Festival）—最受支持女演員提名[7]

## 外部連結
- Lea De Mae在互联网电影资料库（IMDb）上的資料（英文）
- （英文）Andrea Absolonová at IAFD （页面存档备份，存于）
- （英文）Official site （页面存档备份，存于）
- （英文）Filmography at Eurobabeindex （页面存档备份，存于）
- （捷克文）Reportáž z fotografování kalendáře